# Gallium
Gallium er et grundstof med symbolet Ga og atomnummer 31 i det periodiske system. Det er et sjældent, blødt, sølvfarvet metal, som er et fast stof ved lave temperaturer, men har så lavt et smeltepunkt, at det smelter i hånden. Stoffet fremkommer i bauxit og zinkmalm. Vigtige forbindelser er GaN og GaAs der benyttes som halvledere til at lave lysdioder (LED) med.

## Historie
Gallium blev opdaget af Lecoq de Boisbaudran i 1875 ved hjælp af spektroskopi ud fra dets karakteristiske spektrum (2 violette linjer) i en undersøgelse af zinkblende fra Pyrenæerne. Før dets opdagelse var mange af dets egenskaber blevet beskrevet af Dmitrij Mendelejev ud fra dets placering i det periodiske system. Mendelejev kaldte det eka-aluminium. I 1875 lykkedes det for Boisbaudran at fremstille det frie metal ved hjælp af elektrolyse af dets hydroxid i en kaliumhydroxid-opløsning. Han navngav stoffet efter opdagelseslandet Frankrig, som på latin hedder Gallia. Senere blev det påstået at stoffet var opkaldt efter ham selv, med baggrund i et flersproget ordspil af den slags, som forskere i det 19. århundrede holdt meget af: "Lecoq" betyder hanen (fuglen) på fransk, og på latin bliver det så til gallus. Dette benægtede Lecoq dog i en artikel fra 1877.

## Forekomst
Gallium findes ikke i fri form i naturen, og der findes heller ingen mineraler med et højt galliumindhold som det kan udvindes fra. Gallium udvindes fra bauxit, kul, germatit og sphalerit hvori det findes i små mængder. Nogen skorstensskakter hvor der har været brændt kul under, har vist sig at indeholde meget små mængder af gallium, men vi snakker om under 1% af kullets vægt.
Det meste gallium udvindes fra rå aluminiumhydroxid-opløsning i forbindelse med Bayer processen,` som bruges til at producere alumina og aluminium. Kviksølvscelle-elektrolyse og efterfølgende hydrolyse af den dannede amalgam med natriumhydroxid giver natriumgallat. En elektrolyse af dette giver metallisk gallium. Hvis dette skal benyttes til halvledere er yderligere oprensning nødvendig. Hertil benyttes teknikken zonesmeltning eller Czochralski processen. 
En renhed på 99,9999 % opnås rutinemæssigt og er kommercielt opnåeligt.

## Brug
Gallium bruges i halvlederen galliumarsenid og  galliumnitrid, og bruges i integrerede kredsløb og laserdioder.
Gallium bruges også til fremstilling af spejle.
Gallium benyttes til fremstilling af legeringer med lavt smeltepunkt som erstatning for kviksølv i termometre.

## Eksterne links
- WebElements.com – Lærebogsinformation om gallium
- Halvledere af GaAs på grafen. Videnskab.dk
- Halvledere. Emu.dk Arkiveret 10. november 2010 hos  Wayback Machine